# مار کوتوله
 مار کوتوله(نام علمی: Eirenis) نام یک سرده از تیره قمچه‌ماران است.